# Hať
Hať är en ort i Tjeckien. Den ligger i den östra delen av landet, 270 km öster om huvudstaden Prag. Hať ligger 215 meter över havet och antalet invånare är 2 539.
Terrängen runt Hať är platt. Runt Hať är det mycket tätbefolkat, med 1 463 invånare per kvadratkilometer. Närmaste större samhälle är Ostrava, 12,8 km söder om Hať. Runt Hať är det i huvudsak tätbebyggt.